# Раков, Александр Васильевич
Александр Васильевич Раков (1920—1980) — советский военный лётчик. Участник Великой Отечественной войны. Герой Советского Союза (1944). Гвардии старший лейтенант.

## Биография
Родился 20 августа 1920 года в селе Улыбовка Вольского уезда Саратовской губернии РСФСР (ныне село Вольского района Саратовской области Российской Федерации) в крестьянской семье. Русский. С детских лет жил с родителями в городе Вольске. Окончил 9 классов средней школы и Вольский аэроклуб. До поступления на военную службу работал заведующим мастерской.
В 1940 году поступил в Энгельсское военное авиационное училище, которое окончил в 1942 году. В действующей армии с апреля 1943 года в должности лётчика 61-го штурмового авиационного полка 291-й штурмовой авиационной дивизии 2-й воздушной армии. В боях с немецко-фашистскими захватчиками с 5 июля 1943 года на Воронежском фронте. Воевал на штурмовике Ил-2. Боевое крещение принял в Курской битве в небе у села Пушкарное. Уже в первом боевом вылете на штурмовку живой силы и техники противника молодому лётчику пришлось продемонстрировать всё своё лётное мастерство, отбивая атаки трёх немецких истребителей. Помогли боевые товарищи, и раненый лётчик смог благополучно вернуться на свой аэродром. 18 июля его Ил-2 при штурмовке танковой колонны у села Бутово был подбит зенитным огнём, но из боя не вышел, и продолжив атаку, прямым попаданием реактивных снарядов уничтожил два танка и поджёг автомашину. О накале воздушных сражений во время оборонительной фазы сражения на южном фасе Курской дуги говорит тот факт, что только в первый день немецкого наступления 291-я штурмовая авиационная дивизия потеряла 10 самолётов.
В ожесточённых июльских боях на Курской дуге советские войска смогли не только остановить наступление немецко-фашистских войск, но и отбросить их на исходные позиции, а 3 августа 1943 года сами перешли в решительное наступление в рамках Белгородско-Харьковской операции. В эти дни лётчики 61-го штурмового авиационного полка активно наносили штурмовые удары по войскам отступающего противника. Совершая боевые вылеты в качестве ведомого, младший лейтенант А. В. Раков своим высоким лётным мастерством, безграничной храбростью и лютой ненавистью к врагу удивлял даже опытных лётчиков полка. Александр Васильевич после нанесения бомбово-штурмовых ударов, которые он часто производил с пикирования, несмотря на плотный зенитный огонь противника, снижался до бреющего полёта и огнём пушки и пулемётов продолжал расстреливать немецкую пехоту и технику. Так, 6 августа у села Большая Писаревка под яростным огнём зенитной артиллерии он «с исключительной дерзостью» атаковал на бреющем полёте колонну немецких войск, уничтожив при этом две автомашины и до 30 солдат вермахта. 12 августа при выполнении боевого задания самолёт младшего лейтенанта А. В. Ракова был перехвачен тремя истребителями противника. Приняв неравный бой, Александр Васильевич за счёт хорошего маневрирования и умелого сочетания огня передних пулемётов со стрельбой воздушного стрелка отразил все атаки и даже подбил один ФВ-190, который чуть позднее был добит другим экипажем.
К началу сентября 1943 года младший лейтенант А. В. Раков совершил 17 боевых вылетов и своей ежедневной боевой работой завоевал высокий авторитет в полку. Его назначили на должность старшего лётчика, и в ходе начавшейся 26 августа Сумско-Прилукской операции Битвы за Днепр он часто выполнял обязанности командира звена. Александр Васильевич водил небольшие группы Ил-2 на отражение немецкого контрудара в район села Веприк, затем штурмовал немецкие узлы сопротивления, обеспечивая продвижение наземных войск к Днепру, участвовал в боях за плацдармы на правом берегу Днепра. Его лидерские качества особенно проявились во время боевого вылета 9 сентября 1943 года. Александр Васильевич шёл в составе группы из шести Ил-2 на штурмовку мотомеханизированной колонны немцев, когда на самолёте ведущего произошёл отрыв шатуна, и он совершил вынужденную посадку. Приняв командование группой на себя, младший лейтенант А. В. Раков блестяще выполнил поставленную боевую задачу. Его группа уничтожила 4 танка, 12 автомашин с пехотой и грузами, подавила огонь двух зенитных точек и в воздушном бою подбила немецкий истребитель ФВ-190. За проявленную инициативу и нанесённый урон противнику Александру Васильевичу была объявлена благодарность. В ноябре 1943 года А. В. Раков принимал активное участие в боях за Киев (Киевская наступательная и Киевская оборонительная операции). 12 ноября 1943 года в воздушном бою шестёрки Ил-2 с восемью немецкими истребителями ФВ-190 он лично сбил один вражеский самолёт. С начала сентября по конец декабря 1943 года А. В. Раков произвёл 63 боевых вылета на уничтожение живой силы и техники противника. В начале 1944 года Александр Васильевич получил звание лейтенанта и был утверждён в должности командира звена.
Почти ежедневная боевая работа лётчика-штурмовика — взлёт — удар — возвращение на базу — со стороны могла показаться рутиной, но на самом деле требовала от него большого напряжения сил и полной самоотдачи. Каждый лётчик понимал, что в любую секунду он может быть сбит зенитной артиллерией или вражеским истребителем. С наступлением зимы к факторам риска добавилась ещё и погода. Сильные метели, почти постоянная низкая облачность и холода крайне затрудняли работу авиации. Однако наземным войскам, начавшим освобождение Правобережной Украины, остро необходима была поддержка с воздуха, и штурмовики, ежесекундно рискуя жизнью, поднимались в воздух. Ситуация, сложившаяся в феврале 1944 года на внешнем кольце окружения корсунь-шевченковской группировки противника, потребовала от лётчиков полка, 2 февраля 1944 года ставшего 165-м гвардейским, подлинного героизма. Пытаясь деблокировать окружённую группировку, немецкое командование нанесло мощный танковый удар общим направлением на Шендеровку. Командиры наземных частей, с большим трудом сдерживая натиск противника в районе Лысянки, требовали поддержки штурмовой авиации. Погода была нелётная, однако медлить было нельзя, и экипажи поочерёдно поднимались в небо. 15 февраля 1944 года в составе четвёрки штурмовиков на боевое задание вылетел и гвардии лейтенант А. В. Раков. Уже вскоре началось обледенение самолётов, и один из экипажей совершил вынужденную посадку. Но оставшиеся три экипажа, ведомые Раковым, в условиях сильной метели смогли точно выйти на цель и нанести удар по колонне тяжёлых танков противника. Дальнейшее продвижение немцев было остановлено.
Весной — летом 1944 года гвардии лейтенант А. В. Раков принимал активное участие в освобождении Правобережной и Западной Украины, совершив в рамках Проскуровско-Черновицкой и Львовско-Сандомирской операций 22 боевых вылета на штурмовку переднего края обороны противника. Точными бомбово-штурмовыми ударами по опорным пунктам и узлам сопротивления немцев Александр Васильевич неоднократно способствовал продвижению своих наземных войск. Всего к концу июля 1944 года он произвёл 110 боевых вылетов, в ходе которых нанёс большой урон врагу. 31 июля 1944 года командир полка гвардии майор А. И. Рассмотров представил гвардии лейтенанта А. В. Ракова к званию Героя Советского Союза. Указ Президиума Верховного Совета СССР был подписан 26 октября 1944 года.
В первой половине августа 1944 года 10-я гвардейская штурмовая авиационная дивизия, в которую входил 165-й гвардейский штурмовой авиационный полк, была передана в состав 5-й воздушной армии и принимала участие в Ясско-Кишинёвской операции. Гвардии лейтенант А. В. Раков участвовал в штурме города Яссы и ликвидации окружённой под Кишинёвом группировки немецких и румынских войск. В сентябре 1944 года дивизия, в которой служил Александр Васильевич, влилась в состав 17-й воздушной армии 3-го Украинского фронта и принимала участие в Белградской стратегической операции. С ноября 1944 года и до конца войны она дислоцировалась на территории Югославии, и её лётный состав, в том числе и гвардии лейтенант А. В. Раков, оказывал практическую помощь в подготовке кадров для ВВС югославской Народно-освободительной армии. Вклад Александра Васильевича в становление военно-воздушных сил молодой югославской республики был отмечен орденом Партизанской Звезды 2-й степени. Приходилось Александру Васильевичу в этот период совершать и боевые вылеты. Так, 17 января 1945 года противник к западу от Белграда сосредоточил крупные силы, намереваясь перейти в наступление. Несмотря на плохие погодные условия А. В. Раков поднял в воздух шестёрку Ил-2 и сокрушительным штурмовым ударом рассеял и частично уничтожил колонну вражеских войск в районе Товарника (Доњи Товарник), тем самым сорвав планы немцев.
Всего к концу войны гвардии старший лейтенант А. В. Раков совершил 156 боевых вылетов. За время участия в боевых действиях Александр Васильевич был трижды ранен, что тяжело отразилось на его здоровье. В 1946 году А. В. Раков был уволен из армии по инвалидности. Жил в городе Вольске и даже окончил Вольский технологический техникум в 1952 году. Умер Александр Васильевич 23 декабря 1980 года. Похоронен на почётном квартале городского кладбища.

## Награды
- Медаль «Золотая Звезда» (26.10.1944);
- орден Ленина (26.10.1944);
- два ордена Красного Знамени (27.08.1943; 31.12.1943);
- орден Отечественной войны 1-й степени (12.06.1945);
- медали, в том числе:
  - медаль «За освобождение Белграда».

Правительственные награды Югославии:
- орден Партизанской Звезды 2-й степени (21.06.1945).

## Документы
- Общедоступный электронный банк документов «Подвиг Народа в Великой Отечественной войне 1941—1945 гг.» Дата обращения: 15 октября 2013. Архивировано из оригинала 11 мая 2017 года.

Представление к званию Героя Советского Союза.
Орден Красного Знамени (наградной лист и приказ о награждении от 27.08.1943).
Орден Красного Знамени (наградной лист и приказ о награждении от 31.12.1943).
Орден Отечественной войны 1-й степени (наградной лист и приказ о награждении).